# Буската (Васлуј)
Буската (рум. Buscata) насеље је у Румунији у округу Васлуј у општини Иванешти. Oпштина се налази на надморској висини од 238 m.

## Становништво
Према подацима из 2002. године у насељу је живело 220 становника, од којих су сви румунске националности.